# Quadrângulo de Noachis

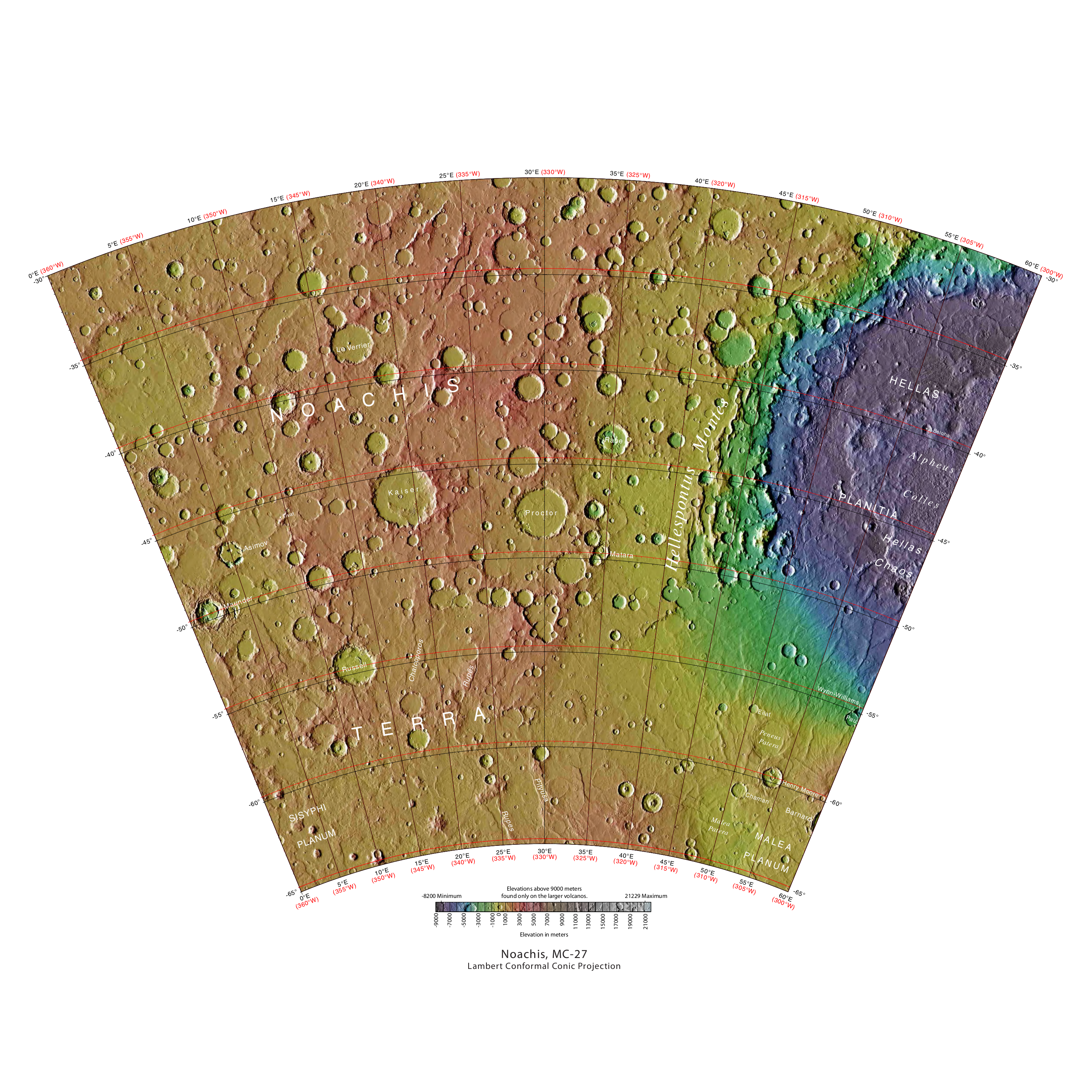
Quadrângulo de Noachis

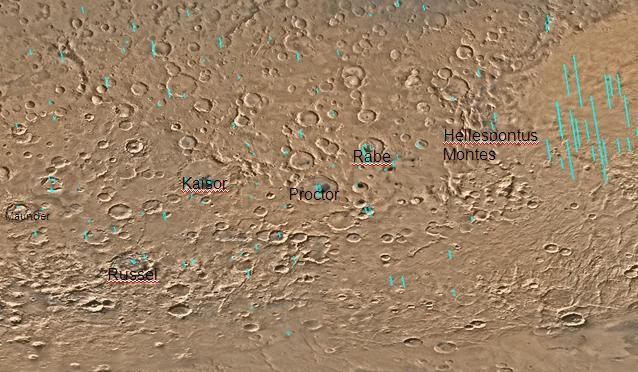
Mapa do quadrângulo de Noachis com as principais formações indicadas.

O quadrângulo de Noachis é um de uma série de 30 quadrângulos em Marte estabelecidos pelo Programa de Pesquisa de Astrogeologia do Serviço Geológico dos Estados Unidos (USGS em inglês). Também pode-se referir ao quadrângulo de Noachis como MC-27 (Mars Chart-27).
O quadrângulo de Noachis cobre uma área que vai de 30° a 65 ° latitude sul e de 300° a 360 ° longitude oeste em Marte. Essa região se situa entre duas grandes bacias de impacto em Marte: Argyre e Hellas. Noachis é tão densamente coberta de crateras que é considerada uma das regiões mais antigas de Marte. Quando uma localidade de Marte é antiga, diz se que ela pertence à época Noachiana.
Em vários locais em Marte, crateras soterradas estão sendo expostas.  Trata-se de crateras formadas tempos atrás, que foram então soterradas e estão sendo agora expostas novamente.  Este fenômeno também ocorre em Noachis, considerando que Noachis é uma região antiga o bastante para que este evento possa ocorrer.
O primeiro artefato tecnológico humano a aterrissar em Marte pousou (ou melhor, colidiu) no quadrângulo de Noachis.  A sonda soviética Marte 2 colidiu na região situada a 44.2° S e 313.2° W.  Ela pesava aproximadamente uma tonelada. A sonda automatizada tentou aterrissar em meio a uma tempestade de poeira gigantesca.  Para piorar, a região ainda possuia vários redemoinhos.

## Topografia escalopada
Algumas regiões em Marte exibem depressões de terreno escalopado. Acredita-se que as depressões sejam vestígios de um manto composto de depósitos ricos em gelo. Escalopes são criados quando o gelo sublima do solo congelado. Esse material provavelmente se precipitou da atmosfera como gelo formado com a poeira numa época em que o clima era diferente devido às mudanças na inclinação do polo de Marte. Os escalopes geralmente atingem dezenas de metros de profundidade e de centenas a milhares de metros de largura.  Eles podem ser quase circulares ou alongados.  Alguns parecem ter se mesclado, ocasionando a partir disso a formação de um terreno extenso e intensamente esburacado. O processo de formação do terreno pode começar com a sublimação de uma fenda, pois fendas poligonais são comumente encontradas onde os escalopes se formam.

## Rastros de redemoinho

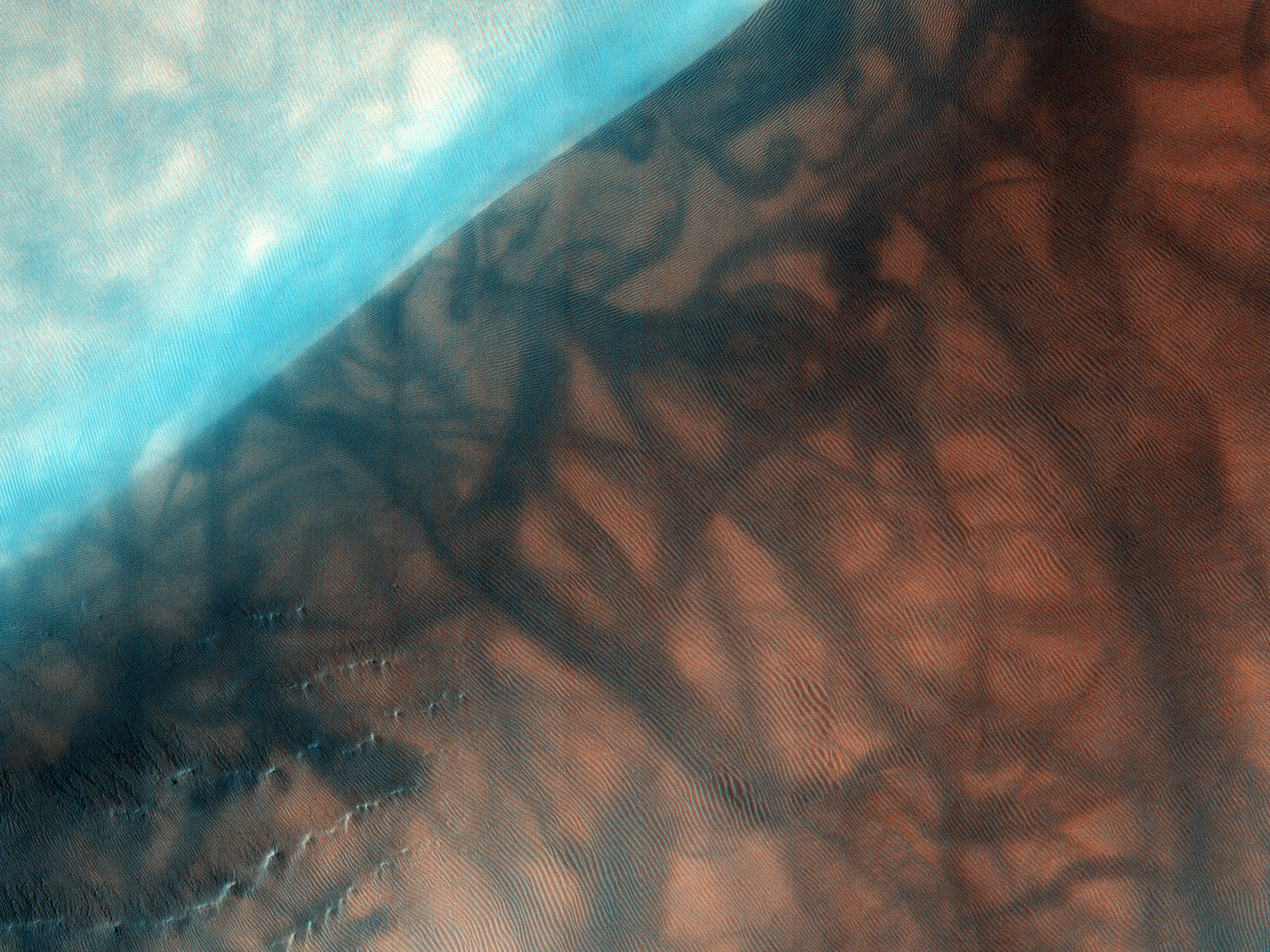
Campo de dunas na cratera Russell é coberto sasonalmente por gelo de dióxido de carbono. Numerosos rastros de redemoinho podem ser vistos riscando as dunas.

Muitas áreas de Marte, incluindo Noachis, experimentam a passagem de redemoinhos gigantes. Uma fina cobertura de poeira clara cobre a maior parte da superfície de Marte. Com a passagem de um redemoinho essa cobertura é soprada expondo a camada escura à superfície. Estes redemoinhos têm sido avistados desde o solo até a órbita. Eles até mesmo limparam a poeira dos painéis solares dos dois rovers em Marte, desse modo prolongando suas vidas úteis.  Os rovers gêmeos foram desenvolvidos para durar três meses, mas eles têm durado cinco anos e ainda estão em atividade. Foi observado que o padrão das riscas muda a cada poucos meses.

## Crateras
Crateras de impacto geralmente possuem uma borda com ejecta ao seu redor, em contraste crateras vulcânicas geralmente não possuem bordas ou depósitos de ejecta.  Na medida em que as crateras ficam mais largas, (maior que 10 km de diâmetro), elas geralmente passam a exibir um pico central. O pico é causado por um fluxo do solo da cratera rumo ao centro seguindo o impacto.  Às vezes as crateras apresentarão camadas. Tendo em vista que a colisão que produz a cratera é como uma explosão poderosa, rochas das profundezas são trazidas de volta à superfície. Consequentemente, as crateras podem nos mostrar o que se encontra sob a superfície.

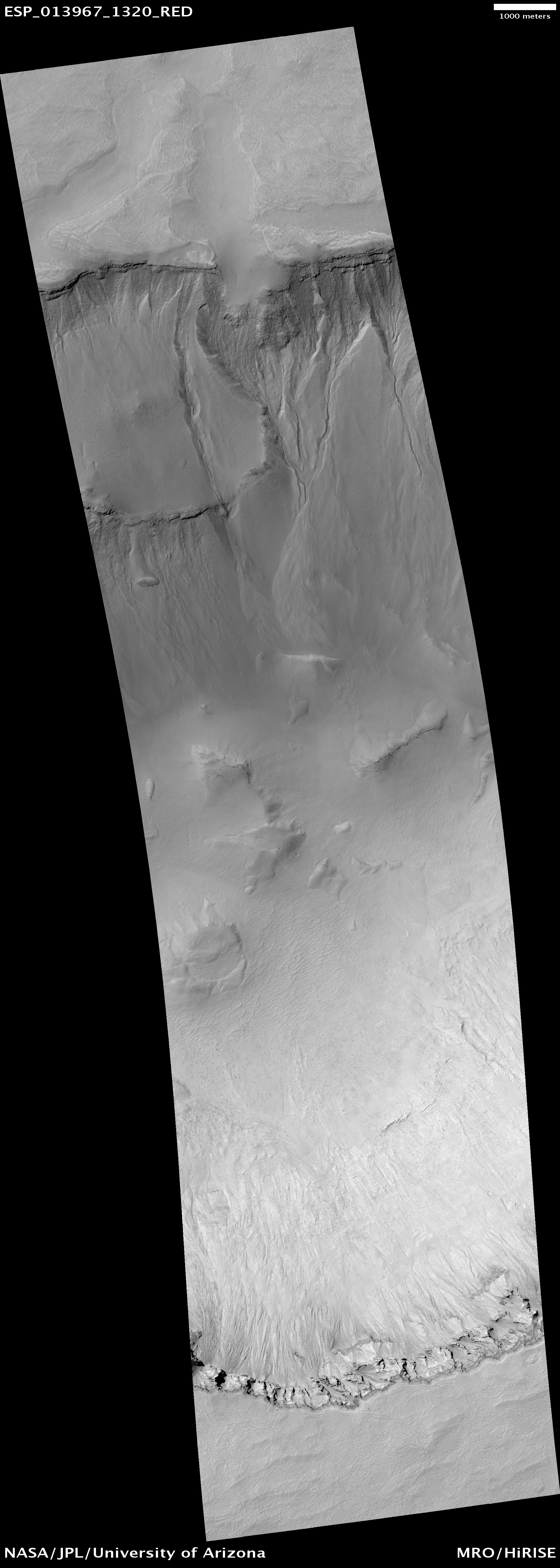
A cratera Asimov, visto pela HiRISE.  O fundo da imagem exibe a parede sudeste da cratera. O topo da imagem mostra a borda do montículo que preenche a maior parte da cratera.
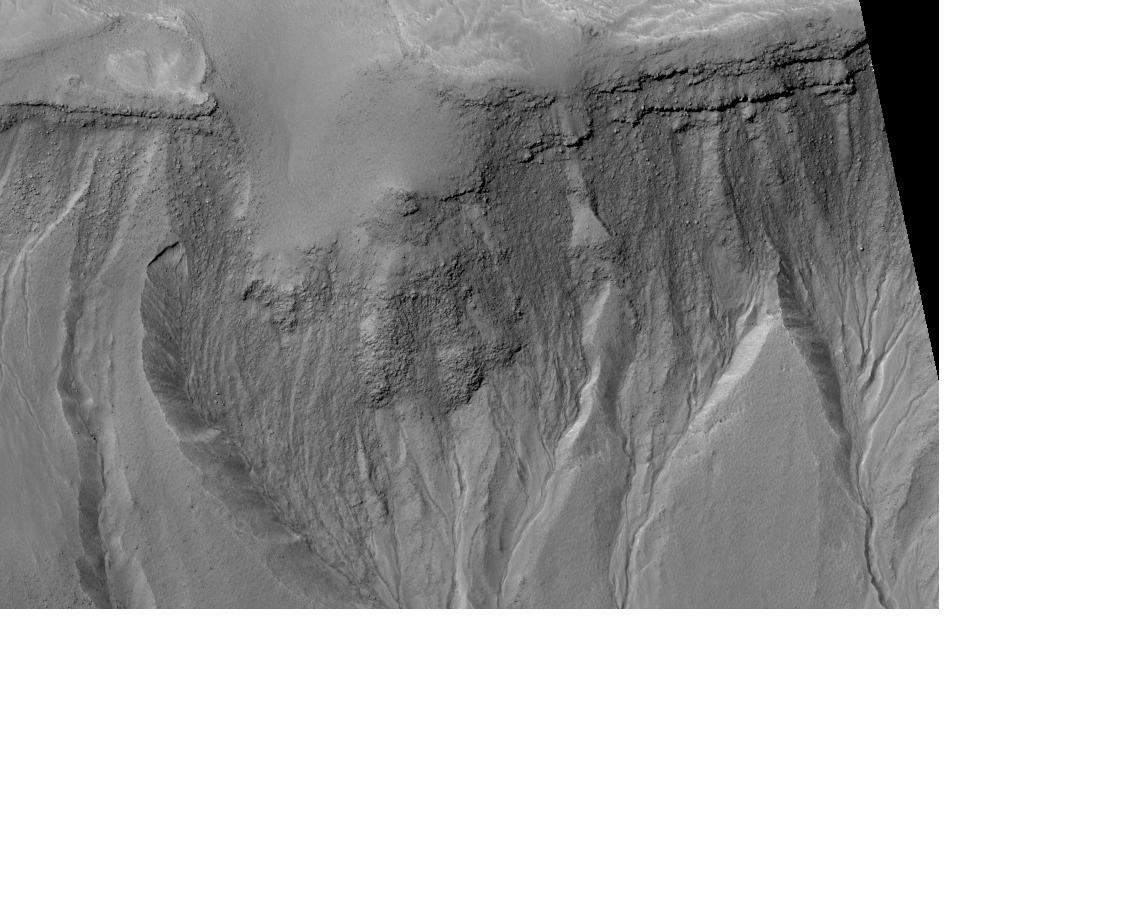
Ravinas em um montículo na cratera Asimov, visto pela HiRISE.
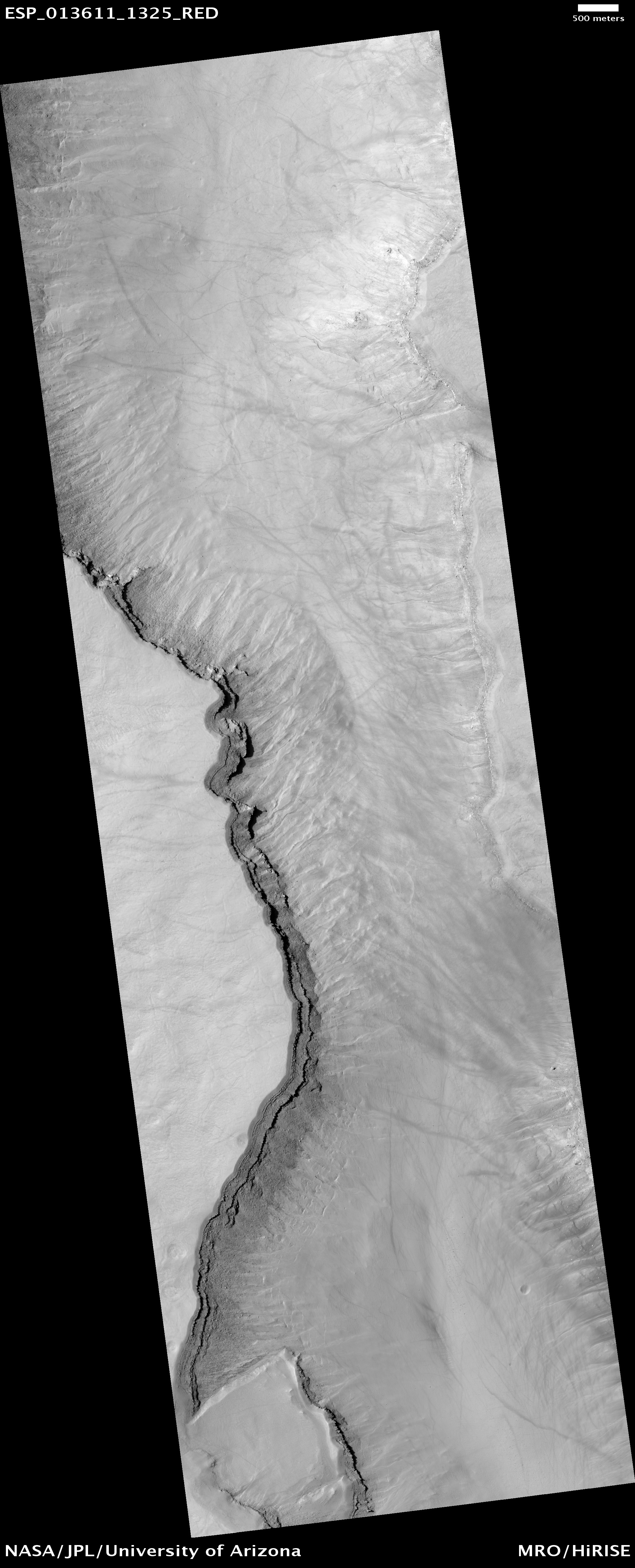
Camadas na encosta oeste da cratera Asimov, visto pela HiRISE.
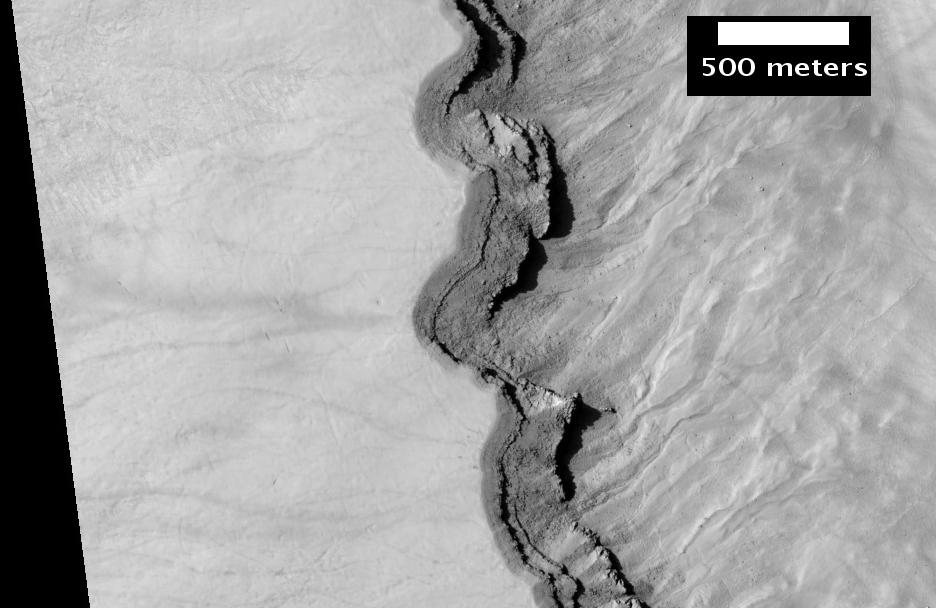
Imagem aproximada das camadas na encosta ocidental da cratera Asimov.  A sombra realça a saliência.  Algumas das camadas são muito mais resistentes à erosão, fazendo com que estas se sobressaiam. Imagem da HiRISE.
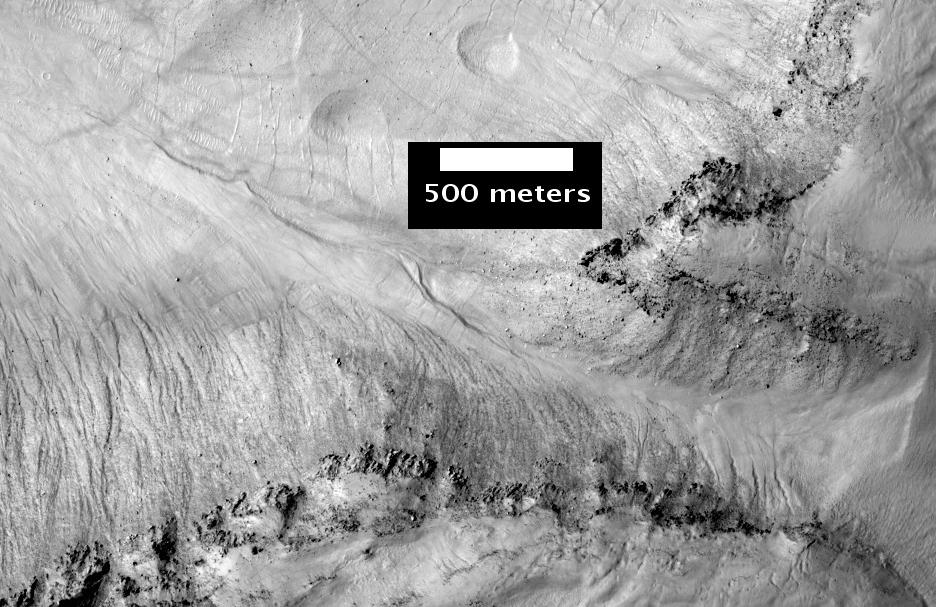
Encosta oriental da cavidade central da cratera Asimov, visto pela HiRISE.  Clique na imagem para mais detalhes das ravinas.
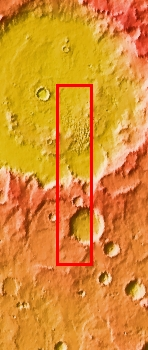
Imagem em contexto da cratera Kaiser (no topo da imagem) para a imagem da THEMIS.
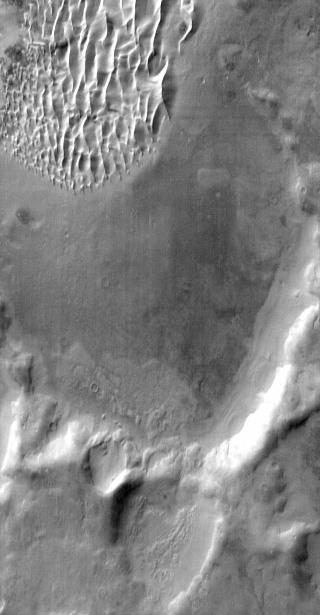
Detalhe da parede sul da cratera Kaiser, visto pela THEMIS. O topo da imagem exibe parte de uma região de dunas.
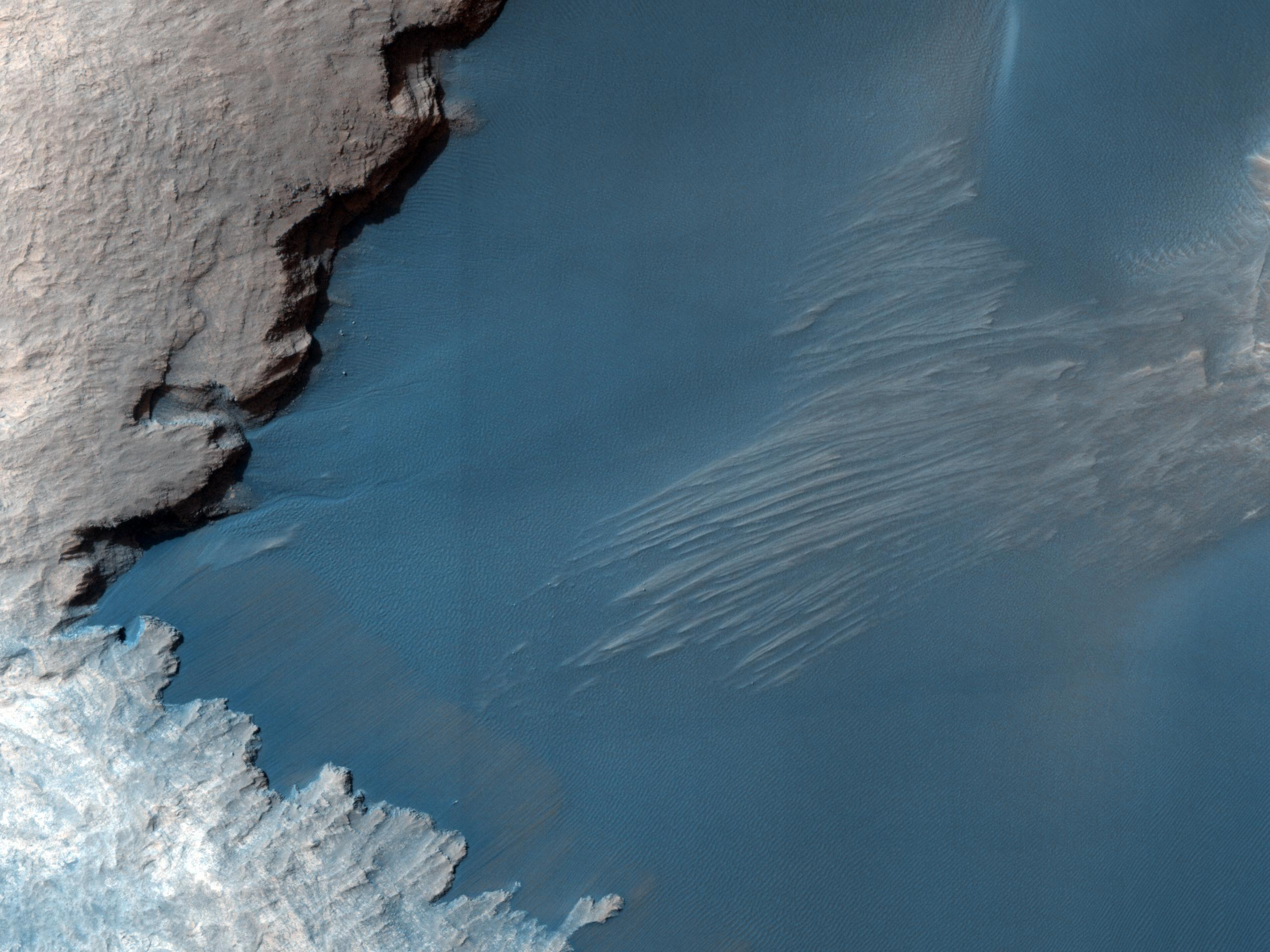
Esta imagem mostra parte do leito da cratera cratera Rabe.
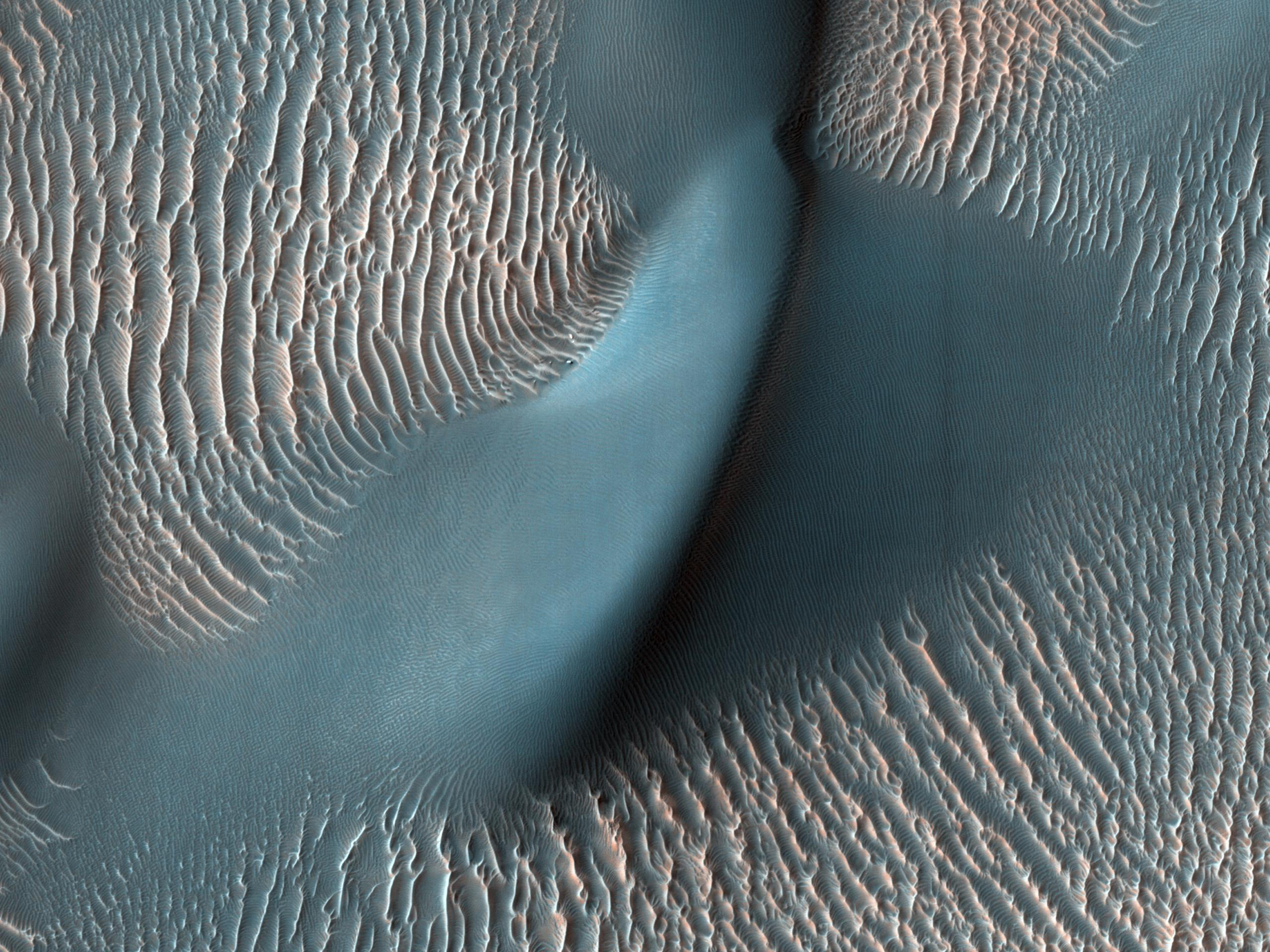
Imagem da HiRISE da cratera Proctor.
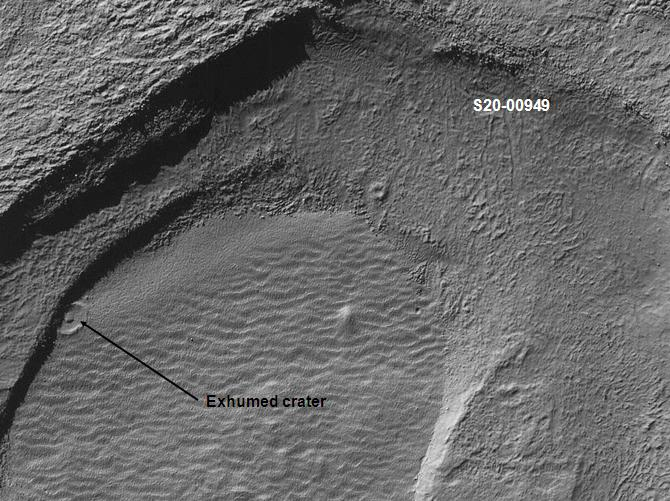
Uma cratera que foi soterrada em outra época e agora vem sendo exposta pela erosão, visto pela Mars Global Surveyor.

## Dunas de areia

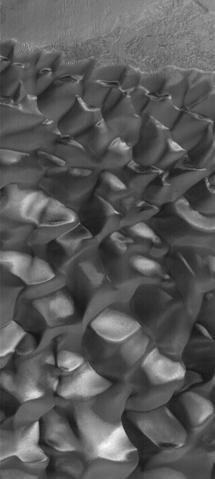
Dunas escuras (provevelmente basalto) formando uma mancha negra em Noachis.  Imagem da Mars Global Surveyor.
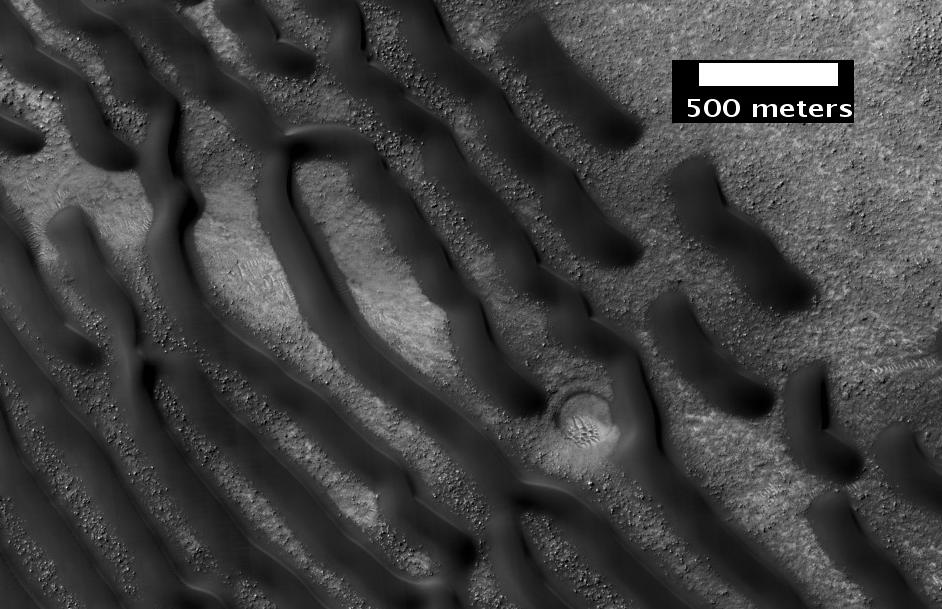
Imagem ampla de Noachis, visto pela HiRISE.
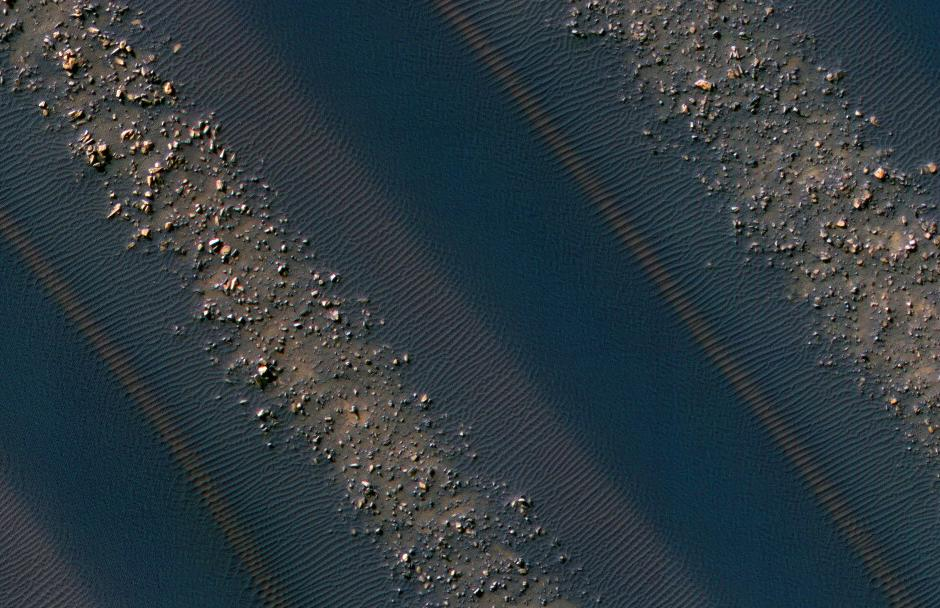
Imagem aproximada das dunas da imagem anterior, visto pela HiRISE. Note como algumas dunas mal cobrem os boulders.
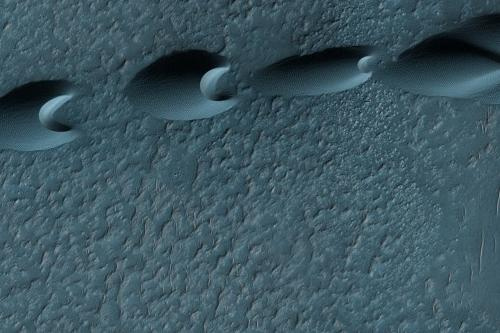
Barcanas na região de Hellespontus, visto pela HiRISE.  Os "chifres" apontam para baixo, conclui-se daí que os ventos que formaram as dunas vieram do oeste.
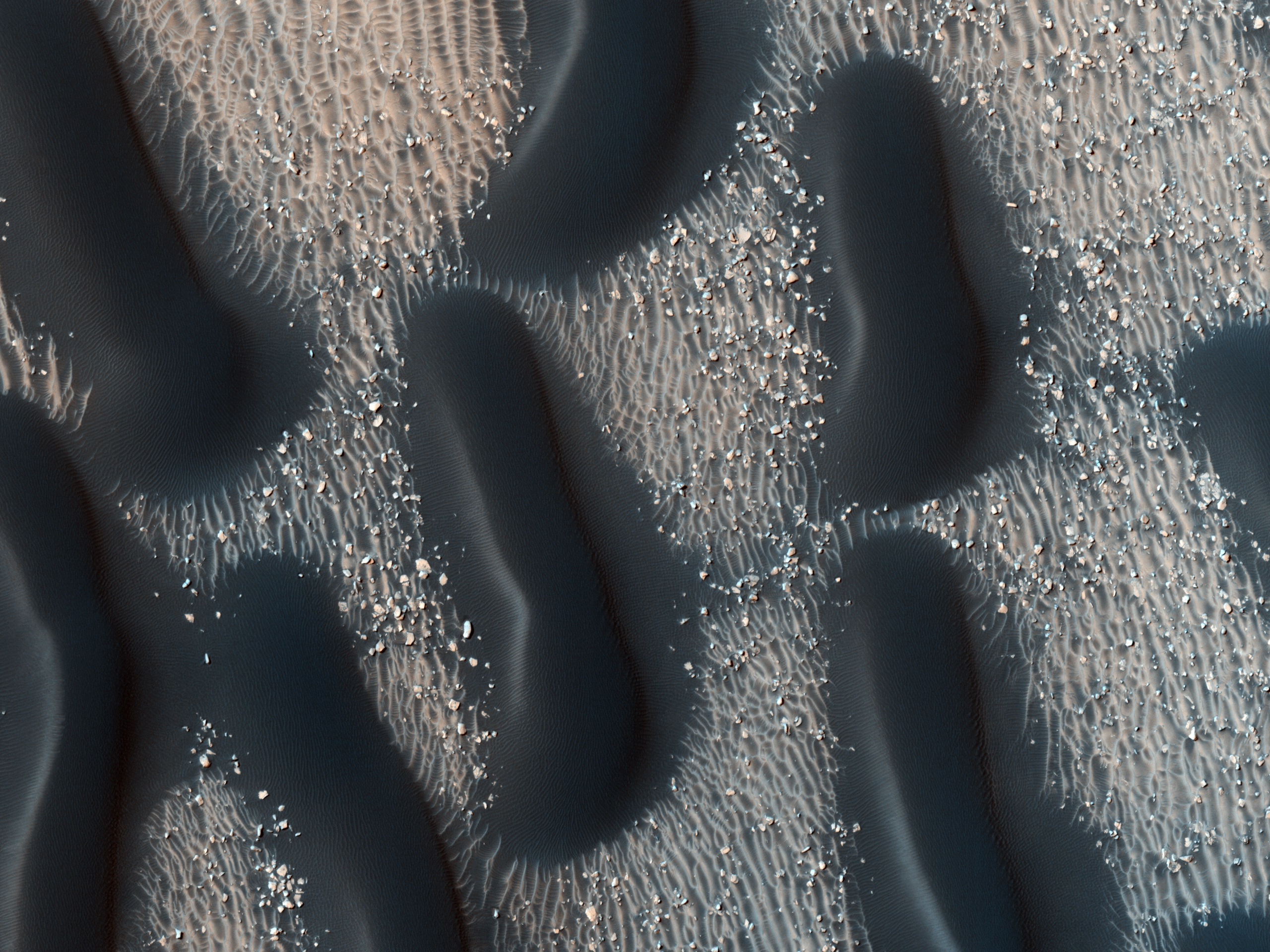
Borda de um campo de dunas na cratera Proctor.

## Galeria

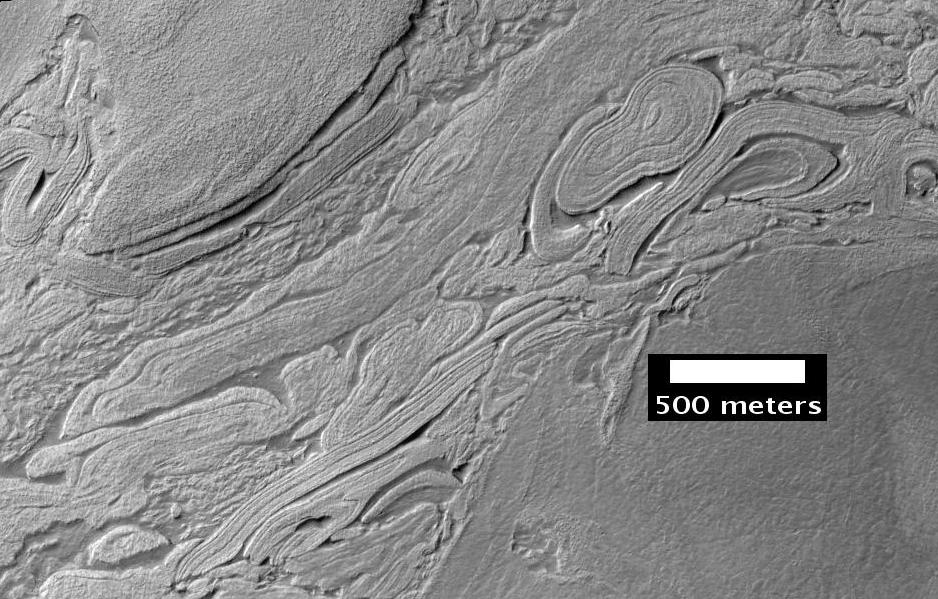
Terreno caótico em Hellas Planitia, mas de fato localizado no quadrângulo de Noachis. Imagem da HiRISE.
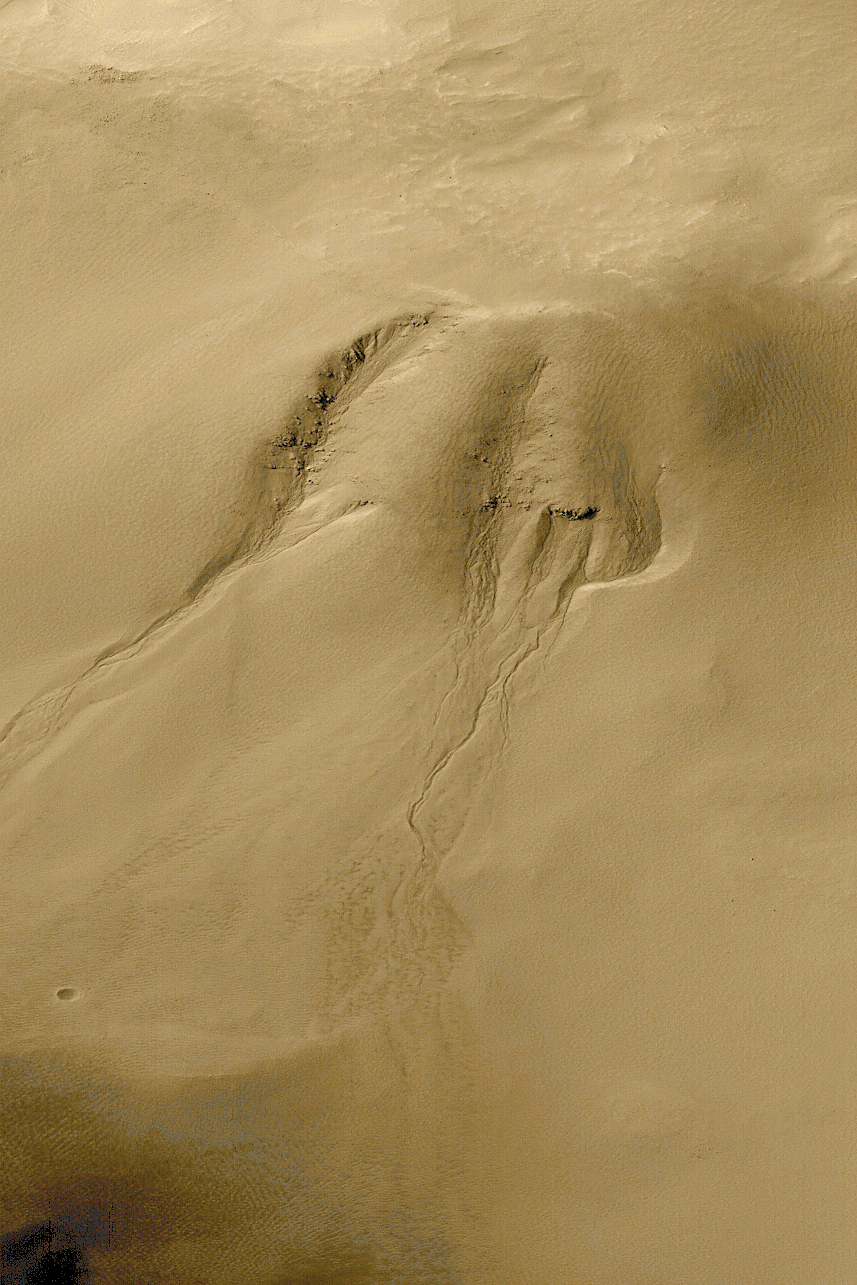
Ravinas erodidas na borda de uma cratera em Noachis, os canais são evidência de fluxo de água advindo de camadas subterrâneas.